# سایه

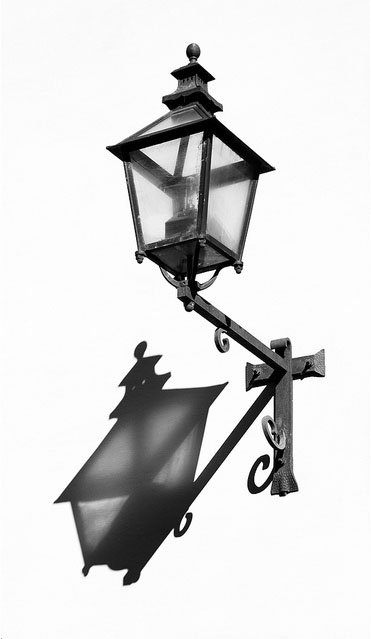
سایه لامپ قدیمی خیابانی در غروب آفتاب

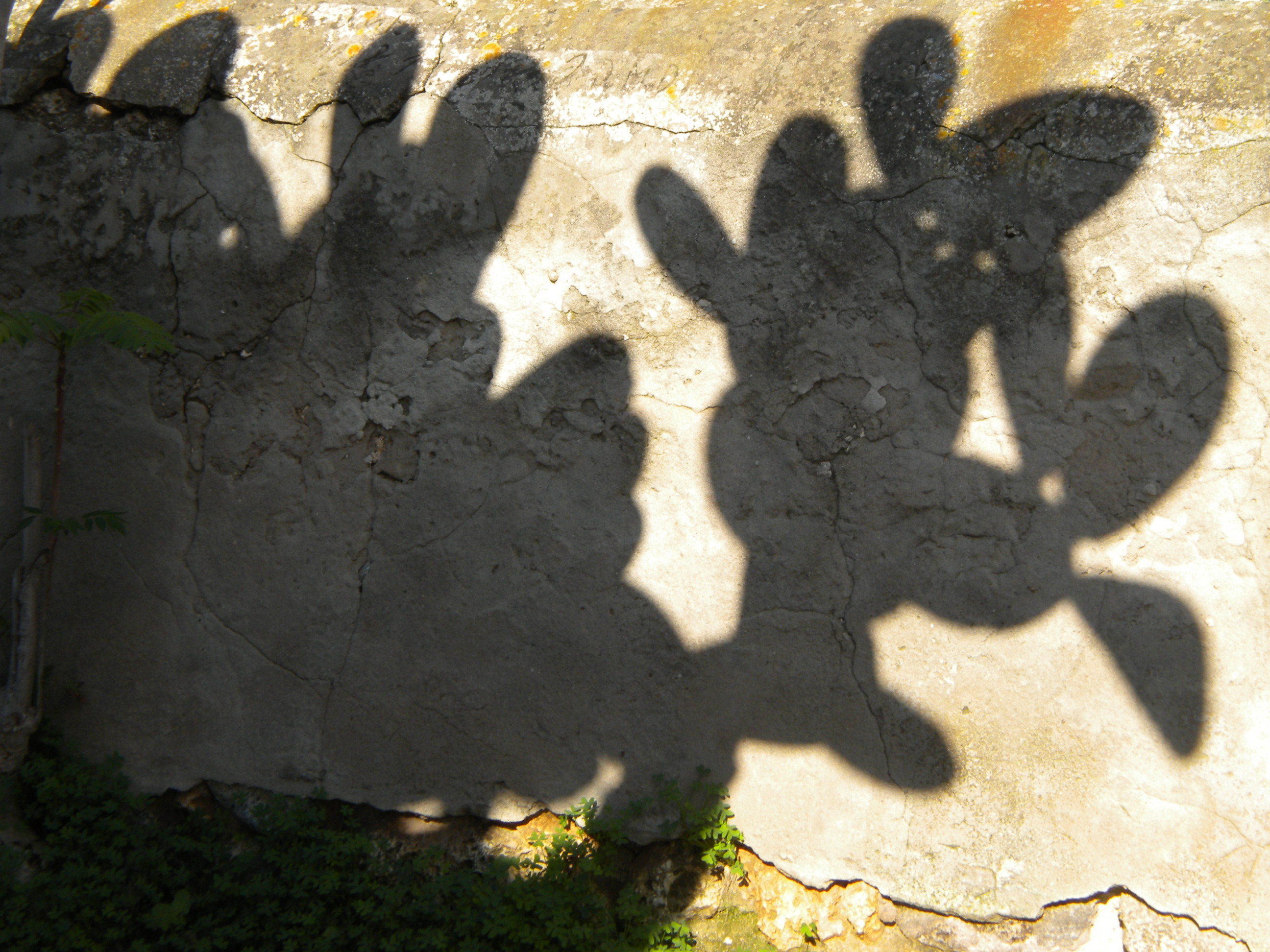
سایه یک کاکتوس بر روی دیوار

سایه جسم یا سایه اجسام (به انگلیسی: Shadow)، به ناحیهٔ تیره و تاریک ناشی از واقع شدن یک جسم بین چشمهٔ نور و صفحهٔ تصویر است. واژهٔ «سایه جسم» که سایهٔ ناشی از هر گونه نور است، با واژهٔ «سایه آفتاب» (به انگلیسی: Shade) که سایهٔ ناشی از نور آفتاب است، متفاوت است.
بخش تقاطع یک سایه، یک محیط مرِیی دو بعدی یا تصویر وارونه یک جسم می‌باشد که جلوی نور قرار گرفته‌است.
اجسام آسمانی زمانی که قدر نجومی آن‌ها مساوی یا کوچک‌تر از منفی چهار (۴-) باشد، می‌تواند سایهٔ مرئی بیندازد.
هم‌اکنون تنها اجرام آسمانی که توانایی تولید سایه‌های قابل رؤیت بر روی کرهٔ زمین را دارند، خورشید، ماه و در شرایطی سیارهٔ ناهید هستند.

## ویژگی‌ها
کوچک‌ترین زاویه میان مسیر نور، سطحی که سایه بر آن می‌افتد، بلندترین سایه را ایجاد می‌کند. اگر جسم به منبع نور نزدیک باشد، قطر سایه و نیم سایه بزرگ است و اگر سطح خمیده باشد، انحراف‌های بیشتری وجود خواهد داشت.

## اختلاف زمان
طول سایه در طی روز تغییر می‌کند. طول سایه‌ای که بر روی زمین می‌افتد، متناسب با کتانژانت زاویه ارتفاع خورشید باشد. سایه می‌تواند فوق‌العاده بلند باشد. اگر خورشید مستقیماً در بالای سر باشد، سایه کاملاً زیر پا ناپدید می‌گردد.

## نیم‌سایه
نوشتار اصلی: نیم‌سایه
اگر چندین منبع نور وجود داشته باشد، چندین سایه داریم که همپوشانی می‌کنند و قسمت‌های تاریک تر را ایجاد می‌کنند یا ترکیبی از رنگ‌ها به وجود می‌آورند. شخص یا جسمی که سطحی را لمس می‌کنند، مانند یک فرد ایستاده بر روی زمین یا یک دیرک «بتر» روی زمین، در این حالت سایه‌ها در نقطه تماس به هم نزدیک می‌شوند.

## سرعت جابه‌جایی سایه

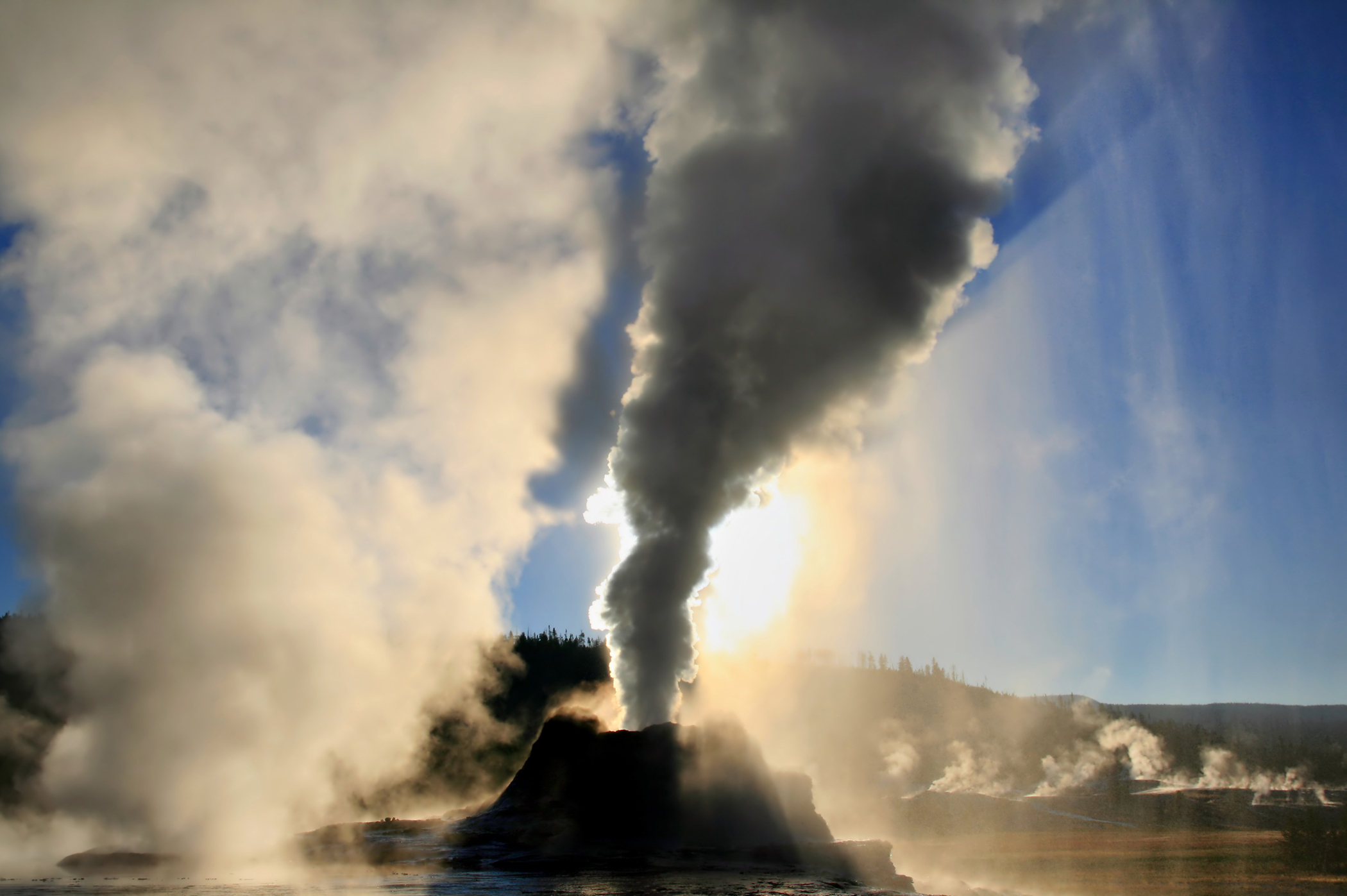
فاز بخار فوران چشمه جوشان آب گرم و معدنی آبفشان در پارک ملی یلوستون سایه آن در بخار به شکل اشعه شفقی نیز دیده می‌شود.

هر چه فاصله جسمی که جلوی نور قرار گرفته به سطح تصویر بیشتر باشد، محیط مرءی بزرگتر می‌شود «این دو متناسب در نظرگرفته شده‌است» همچنین، اگر جسم حرکت کند، سایه ایجادشده به وسیله جسم می‌تواند نسبتاً سریع تر از خود جسم، حرکت کند. هم چنین در حالتی که فاصله بین جسم و منبع نور نزدیک باشد، نیز افزایش اندازه و حرکت سایه اتفاق می‌افتد. البته، این به آن معنی نیست که سایه می‌تواند سریع تر از نور حرکت کند، حتی زمانی که تصویر از فاصلهٔ بسیار دوری، مانند یک سال نوری، ایجاد شده باشد. عدم وجود نور، که باعث ایجاد سایه می‌شود، با سرعت نور به سمت سطح نور افکن حرکت کند.
سایه ایجاد شده ممکن است سریع‌تر از سرعت نور حرکت، اما هیچ‌گونه حضور فیزیکی واقعی از حرکت بر روی سطح وجود ندارد. تصور غلطی که وجود دارد این است که کناره سایه در امتداد دیوار حرکت می‌کند. افزایش طول سایه، قسمتی از یک تصویر جدید است که با سرعت نور از جسم مانع منتشر می‌شود. زمانی که هیچ‌گونه ارتباطی میان نقاط سایه «به جز برای انعکاس یا تداخل نور در سرعت نور» وجود ندارد، یک سایه که بر روی تصویر در فواصل زیاد ایجاد می‌شود «سال نوری» نمی‌تواند اطلاعاتی در مورد فواصل کنارهٔ سایه بدهد.

## سایه مه
این سایه‌های جعب از این لحاظ که بشر عادت به دیدن سایه‌های سه بعدی ندارد، متفاوت می‌باشد.
مه رقیق به اندازه غلیظ می‌شود که به وسیله نوری که از میان شکافت‌های یک درخت عبور می‌کند، دیده شود. در نتیجه، مسیر سایه یک جسم میان مه در تاریکی واقع می‌شود. در این صورت، این نوع سایه مشابه اشعه سرخ «خلق و شفق» می‌باشد که به وسیله اجسام جامد ایجاد می‌گردد.

## اطلاعات بیشتر
سایه‌ای که به وسیله زمین بر روی ماه ایجاد می‌شود یک همپوشانی جزئی است. از سوی دیگر، سایه‌ای که به وسیله ماه بر روی زمین ایجاد می‌شود یک خسوف خورشیدی است.
تصاویر فرستاده شده به وسیله ماهواره و عکس‌های هوایی که به صورت عمودی گرفته شده‌است. نشان می‌دهد که ساختمان‌های بلند می‌توانند به صورت وسیله سایه بلندشان شناسانی شوند «اگر آن عکس در مدار اطراف ما گرفته نشده باشد» در حالیکه این عکس می‌توانند شکل این ساختمان‌ها را نشان دهند.
یک سایه جدا از پیچیدگی، تصویر یکسانی از نور مریی زمانی که به یک جسم از جانب خورشید نگاه می‌شود، نشان می‌دهد، از این رو، تصویر آینه‌ای نور مریی از جوانب دیگر دیده می‌شود.

## سایه
به عنوان مثال سایه باران، منطقه خشکی است که نسبت به جهت متداول وزش باد آن سوی رشته کوه می‌باشد. رشته کوه مانع عبور آب از منطقه می‌شود.
مبحث سایه می‌تواند به وسیله ناحیه‌ای که می‌تواند نقاطی را بر جای گذارد که به راحتی اصوات از یک فاصله شنیده نمی‌شوند، به وجود آید اشاره به افسانه‌ها عدم وجود سایه در برخی از فرهنگ‌ها همانند روح و زندگی لرزانی است که بنا به دلایلی تمام نمی‌شود.
همچنین برخی بر این باور هستند که سایه در حقیقت نمایشی از حضور خدا همانند هاله‌ای در اطراف یک جسم می‌باشد، باورهای شرقی‌های قدیم نیز در این کار دخیل است. برای مثال ویشنو (خدای معرف هندو) برای کمک به پیروانش ظاهر می‌شود.

## نشان سایه
زمانی که باری به صورت فرضی در یک سایه نشان داده می‌شود، چیزی که نمود پیدا می‌کند حاوی طرحی یا رنگ طبیعی است تا اینکه یک یا تعداد بیشتری از رنگ‌های مختلف از آن زمینه‌ای که سایه در آن داشت باشد.

## جستارهای بیشتر
- سایه‌نما (ضدنور)
- نیم‌سایه
- سایه‌بان